# Elliott Abrams
Elliott Abrams (ur. 24 stycznia 1948 w Nowym Jorku) – amerykański ekspert Narodowej Rady Bezpieczeństwa ds. Bliskiego Wschodu,  doradca ds. globalnej strategii.

## Życiorys
Był ekspertem Narodowej Rady Bezpieczeństwa ds. Bliskiego Wschodu a później jako doradca ds. globalnej strategii w administracji prezydentów George’a W. Busha i Ronalda Reagana. Według agencji Reuters będzie sekretarzem stanu w administracji prezydenta Donalda Trumpa.

## Publikacje
- The Influence of Faith. Religious Groups and U.S. Foreign Policy. 2001. Brak numerów stron w książce[1]
- Democracy How Direct? Views from the Founding Era and the Polling Era. 2002. Brak numerów stron w książce[1]
- Undue Process: A Story of How Political Differences are Turned into Crimes. 1992. Brak numerów stron w książce[1]
- Shield and Sword: Neutrality and Engagement in American Foreign Policy. 1995. Brak numerów stron w książce[1]
- Security and Sacrifice: Isolation, Intervention, and American Foreign Policy. 1995. Brak numerów stron w książce[1]
- Faith or Fear: How Jews Can Survive in a Christian America. 1997. Brak numerów stron w książce[1]